# И шёл поезд
«И шёл поезд» — грузинский фильм 2005 года режиссёра Георгия Шенгелая.

## Сюжет
Поезд Тбилиси-Батуми. В нём едут разные люди — бизнесмен, поэт, вор в законе, бежавший преступник в женском платье и прочие, каждый со своей историей. Но из-за ошибки стрелочника в Батуми они не попадут…

## В ролях
- Рамаз Чхиквадзе — Пантелеймон Пантелеймонович
- Кахи Кавсадзе — Ленсталбер
- Зураб Кипшидзе — Гено, поэт-пьяница
- Марина Александрова — Зина, проводница
- Гурам Пирцхалава — генерал
- Гиви Берикашвили — вор в законе
- Георгий Пипинашвили — Вартан, армянин, обувщик
- Кете Цхакая — жена Вартана, армянка
- Заза Папуашвили — Энвера, должник
- Нанка Калатозишвили — жена Энвера
- Лаура Рехвиашвили — Кетеван
- Нанули Сараджишвили — Зейнаб
- Георгий Гургулия — первый беглец
- Гия Коркоташвили — второй беглец
- Бесо Бараташвили — машинист
- Гурам Сагарадзе — пассажир
- Руслан Микаберидзе — пассажир
- Баадур Цуладзе — пассажир, едущий в Хашури
- и другие

## О фильме
За «И шел поезд» мне стыдно. Не из-за меня одного, из-за всех. Мне стыдно за режиссера и актеров. Я уже говорил это раньше. Мне не нравится этот фильм. Человек создал шедевры «Алавердоба», «Пиросмани», «Хареба и Гогия»…«И шел поезд»...Мне не нравится то, что я делаю. Моя собака играет там лучше всего.— один из исполнителей главных ролей актёр Зураб Кипшидзе

Режиссер в соответствии со сценарием приводит своих героев в тупик. Символичность финала картины отнюдь не случайна. В жизни тупиком для  Георгия Шенгелая является глобализация грузинского бытия, стирание национальных черт, нынешнее состояние грузинского кинематографа и разрыв между поколениями, поощряемый властями.— тбилисский журналист и политический комментатор Юрий Вачнадзе